# Cerastium beeringianum
Cerastium beeringianum är en nejlikväxtart som beskrevs av Adelbert von Chamisso och Schlecht. Cerastium beeringianum ingår i släktet arvar, och familjen nejlikväxter.

## Underarter
Arten delas in i följande underarter:
- C. b. beeringianum
- C. b. earlei
- C. b. grandiflorum

## Bildgalleri

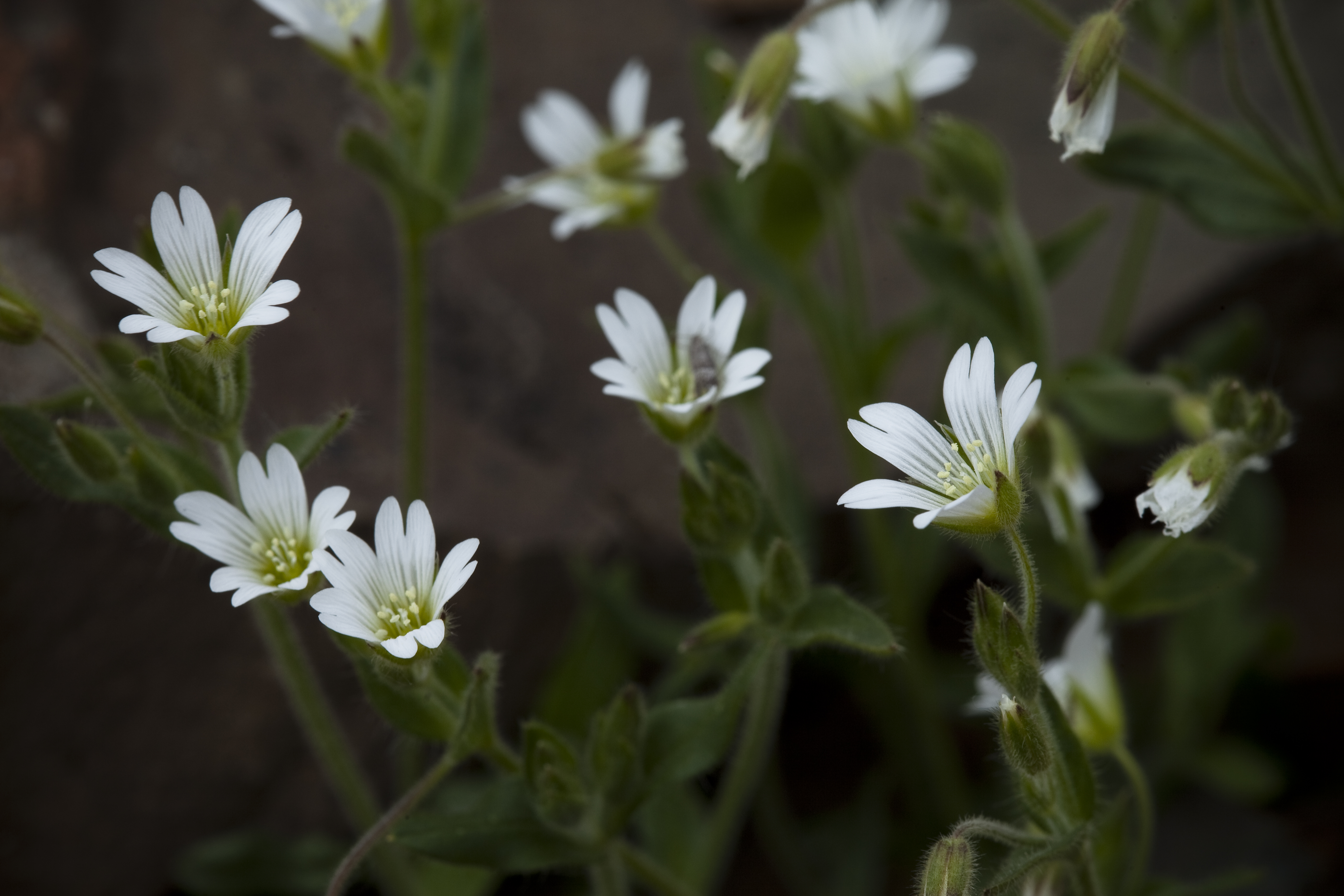